# موزیکا ئی دیسکی
موزیکا ئی دیسکی (ایتالیایی: Musica e dischi) قدیمی‌ترین و طولانی‌ترین نشریه صنعت موسیقی در ایتالیا بود که در سال ۱۹۴۵ در میلان توسط «آلدو ماریو دِ لوئیجی» بنیان‌گذاری شد و به‌صورت ماهیانه منتشر می‌شد.
در دهه ۱۹۶۰، «موزیکا ئی دیسکی» انتشار فهرستی از پرفروش‌ترین قطعات موسیقی ضبط‌شده در سطح ملی آغاز نمود. پس از مرگ آلدو ماریو دِ لوئیجی در سال ۱۹۶۸، پسرش ماریو دِ لوئیجی مدیر کل این نشریه شد.
در سال ۱۹۹۹، وب سایت رسمی آن افتتاح شد. در شماره ۷۳۵ خود در دسامبر ۲۰۰۹، مدیر این نشریه ماریو دی لوئیجی اعلام کرد که از مارس ۲۰۱۰ یک مجله آنلاین منتشر خواهد کرد و انتشار مجله کاغذی را پس از ۶۵ سال متوقف خواهد کرد.
در ژوئن ۲۰۱۴، این مجله پس از تقریباً ۷۰ سال و ۷۸۳ شماره (۷۳۷ به صورت کاغذی و ۴۶ در قالب دیجیتال/الکترونیک) فعالیت خود را متوقف کرد.
بیلبورد این نشریه را «کتاب مقدس ایتالیایی» نامیده‌است.